# Großes Militärwaisenhaus

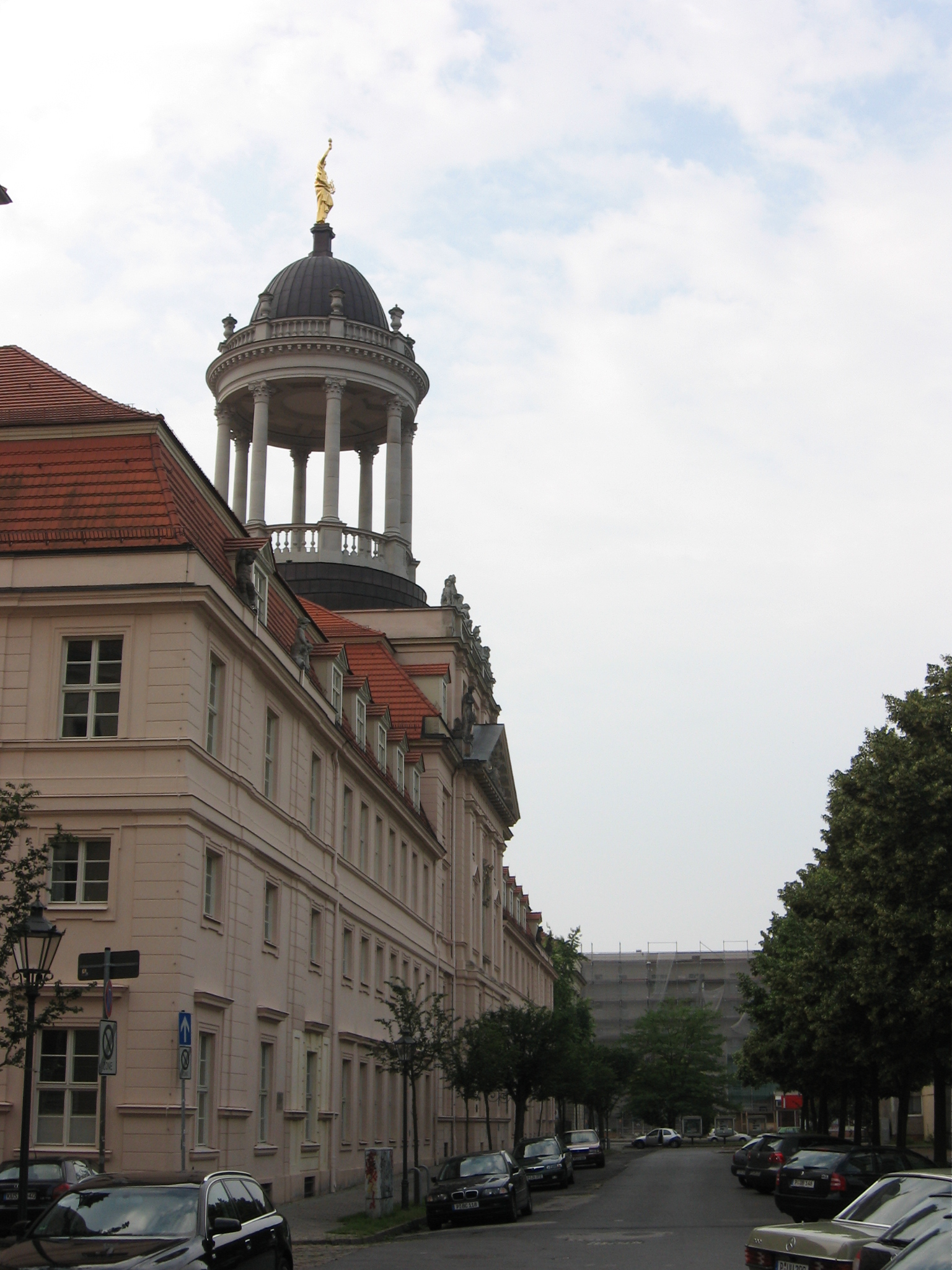
Gevel en monopteros-toren aan de Otto-Nuschke-Strasse

Het Großes Militärwaisenhaus is een barok bouwwerk in de Duitse stad Potsdam uit het jaar 1771.
Het Militärwaisenhaus werd oorspronkelijk in 1724 door de Pruisische koning Frederik Willem I van Pruisen als opvoedings- en opleidingsinstituut voor soldatenkinderen en wezen opgericht. In totaal was er plek voor ongeveer 600 kinderen. In de periode 1738-42 vonden er uitbreidingen plaats aan de Lindenstraße. In 1771 werd het gebouw door de architect Carl von Gontard in opdracht van Frederik II van Pruisen herbouwd.